# ハーデクヌーズ
ハーデクヌーズ（Hardeknud, 1018年/1019年 - 1042年6月8日）は、デンマーク（在位：1035年 - 1042年）およびイングランド（在位：1035年 - 1037年、1040年 – 1042年）の王。クヌート大王とノルマンディー公の娘エマの間のただ一人の息子である。英語表記ではハーザクヌート（Harthacnut）となる。

## 若年期
ハーデクヌーズは1017年8月または7月に誕生した。父親のクヌート大王は1人目の王妃エルギフ・オブ・ノーサンプトンを差し置いて、新たにエマ・オブ・ノーマンディーと結婚しており、ハーデクヌーズはクヌートとエマとの間の子として生まれた。後世の文献によると、クヌート大王はエマ王妃との間の子をエルギフ王妃との間の子よりも優先し扱うことに同意していたという。1023年、ハーデクヌーズとエマは殉教者の聖エルフェアの遺体のロンドンからカンタベリーへの移葬儀式に参加し、重要な役割を果たしたという。この出来事は、ハーデクヌーズの伝記作家ラン・ホワードによるとハーデクヌーズがクヌート大王のイングランド王としての継承者として見なされていたことを示す出来事であるという。
1020年代、デンマーク王国はノルウェー・スウェーデン王国の脅威にさらされていた。この状況を打破すべく、クヌート大王は義兄弟のウルフ伯の摂政のもとで8歳のハーデクヌーズを次期国王としてデンマーク王国に派遣し、王国の防衛を強化した。しかしウルフ伯はデンマーク諸侯に対してハーデクヌーズをクヌート大王の権威なしにデンマーク王と認めさせ、ノルウェー・スウェーデン侵攻軍に対して積極的な反撃を行うことなく、クヌート大王の支援を待ち続けた。1027年、クヌート大王は艦隊を率いてデンマークに帰還し、この醜態を晒したウルフ伯を殺害した。しかしこのときハーデクヌーズは若年であることを理由に許された。クヌート大王はその後侵略軍を討ち果たし、ノルウェー王国に対する彼の権威を回復させたのち、1028年にイングランドへと帰還した。ハーデクヌーズはデンマーク王国に残され、ハーデクヌーズ王としてデンマークを統治した。

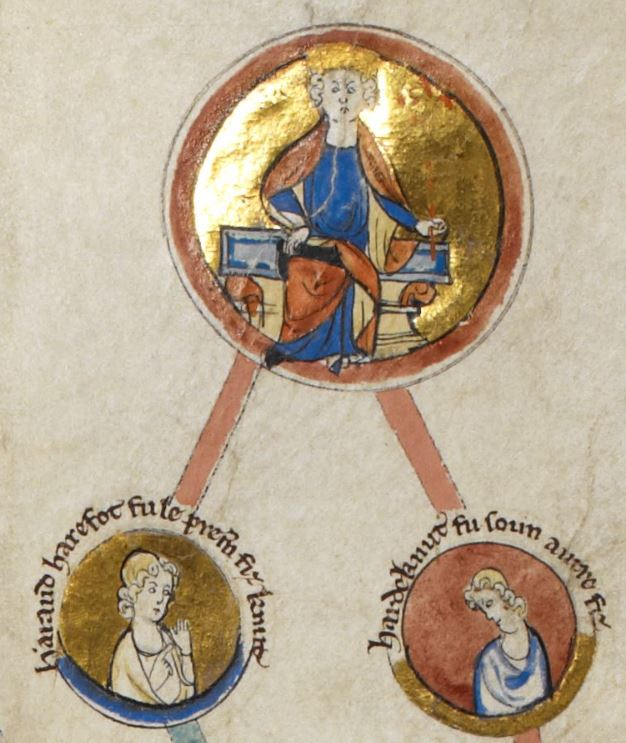
イングランド・デンマーク・ノルウェー王クヌートと彼の息子たち

クヌート大王は配下のノルウェー王国の代理統治者としてハーコン・エイリークソンを任命していたが、彼は1029年(1030年)の船舶事故で亡くなった。ハーコンの後継としてクヌートは息子のスヴェイン・クヌートソンをノルウェー代理統治者に任命し、また彼の母親のエルギフ王妃を摂政に任じた。しかしスヴェインはノルウェーに圧政を敷き、重税を課したりデンマーク貴族を優遇したりしたことにより多くのノルウェー人の反感を買った。結果、1035年に先代のノルウェー王聖オーラヴの息子マグヌスが亡命先から帰還しノルウェー王国に侵攻を開始した。ノルウェー貴族の支援を得たマグヌスはスヴェインらを圧倒し、スヴェインはデンマーク王ハーデクヌーズの宮廷への亡命に追い込まれた。ハーデクヌーズはスヴェインの近しい盟友であったものの、ノルウェーに対する大規模な遠征を敢行できるほどの余力はデンマークに残っていなかった。それゆえにスヴェイン・ハーデクヌーズ兄弟は父親のクヌート大王に支援の依頼を試みた。しかし同年11月、頼みの綱であったクヌート大王は既に亡くなっていたのであった。

## 治世

### ハロルドとデンマーク
1035年、ハーデクヌーズは父親クヌートの後を継いで、クヌート3世としてデンマーク王に就任した。当時の状況的に、彼はデンマークを離れることはできず、スヴェインの兄弟・自身の異母兄弟であるハロルドを摂政としてイングランドに派遣し、エマ王母と共にイングランドを統治させた。1037年、ハロルドはイングランド王として認められ、ハロルド1世兎足王としてイングランド王に即位した。アングロ・サクソン年代記の言葉を借りれば、 「ハーデクヌーズはデンマークに長居しすぎ、イングランド民から見放されてしまった」のだという。この際、エマ王母はフランドルのブルッヘに亡命した。1039年、ハーデクヌーズは10隻の艦船を率いてブルッヘに滞在するエマ王母と面会した。しかし王位奪還のために企画されていたイングランド遠征は延期された。ハロルド王が当時病気気味で、すぐに死ぬだろうと考えられていたからである。1040年、予想通りハロルド王は病死し、イングランド王国より次期イングランド王への即位を要請する使者がフランドルへと派遣された。
クヌート大王の死後の出来事の概略は明確となっているものの、それぞれの出来事についての詳細は明らかになっておらず、歴史家によって異なる説明がなされている 。現在の歴史家ローソン氏は、「 ハーデクヌーズがイングランド王とデンマーク王を兼任していたのかどうかは明らかとなってはいないものの、テムズ川南部におけるペニー硬貨はハーデクヌーズの名が刻まれテムズ川以北におけるペニー硬貨はハロルドの名が刻まれていることから、彼らの間には何らかの協定が締結されていたのであろう 」と指摘するLawson 2004。それゆえに、もしハーデクヌーズが即座にイングランドへ侵攻していたならば、王国は分裂していたかもしれない。しかし実際は、ハーデクヌーズにはイングランドへ遠征する余裕がなかった。ノルウェーのマグヌス善王の脅威に対処する必要があったからだ。結局、ハロルドとハーデクヌーズは「 どちらか一方が継子なしに亡くなれば、もう片方が両王国を継承する 」という平和協定を締結し、ハーデクヌーズはイングランド王をめぐる争いから解放され、対ノルウェー戦線に集中することができた。
イアン・ホワード氏によれば、ハーデクヌーズはスヴェインのノルウェー遠征を承認し、1036年にはノルウェー奪還を目指した遠征が実際に計画されたという。しかしスヴェインは遠征前に亡くなってしまった。ハーデクヌーズはスヴェインの死に関わらずノルウェー遠征を継続して計画していたものの、最終的にはマグヌス善王とハーデクヌーズ王との間の平和条約締結によって遠征は回避された。ハーデクヌーズ王はノルウェー遠征後にノルウェーに据え置くべき代理統治人をまだ決めておらず、またハーデクヌーズ王の気が変わり遠征を回避しようと試みたためだとされている。ホワード氏はこの平和条約の締結年を1036年だとしており、他の歴史家は1039年に締結されたと主張している。この平和条約のおかげで、ハーデクヌーズはイングランドへの遠征を開始できるようになったのであろうと考えられている。

ブルッヘに亡命中であったエマ王母は、息子のハーデクヌーズをイングランド王に即位させる計画を企図していた。エマは自身を賛美しハロルド王を非難する内容の Encomium Emmae Reginaeという名の書物を編纂させ、ハーデクヌーズと自身の正当性を主張しようと試みた。この書物において、ハロルド王は1036年にエマ王母とエゼルレッド無策王の息子アルフレッド・アシリングの殺害を計画したとして非難されており、歴史家ホワード氏の考えによれば、イングランド遠征に尻込みしていたハーデクヌーズ王を後押しし、最終的にイングランド遠征を決断させた大きな要因のひとつとなったであろうとされている。この書物の後世における改訂版によれば、1039年、病身のハロルド王の命がそう長くはないことが明らかになった頃、イングランド貴族はデンマークのハーデクヌーズ王と連絡を取り合い始めていたことが記されている。

### イングランド帰還

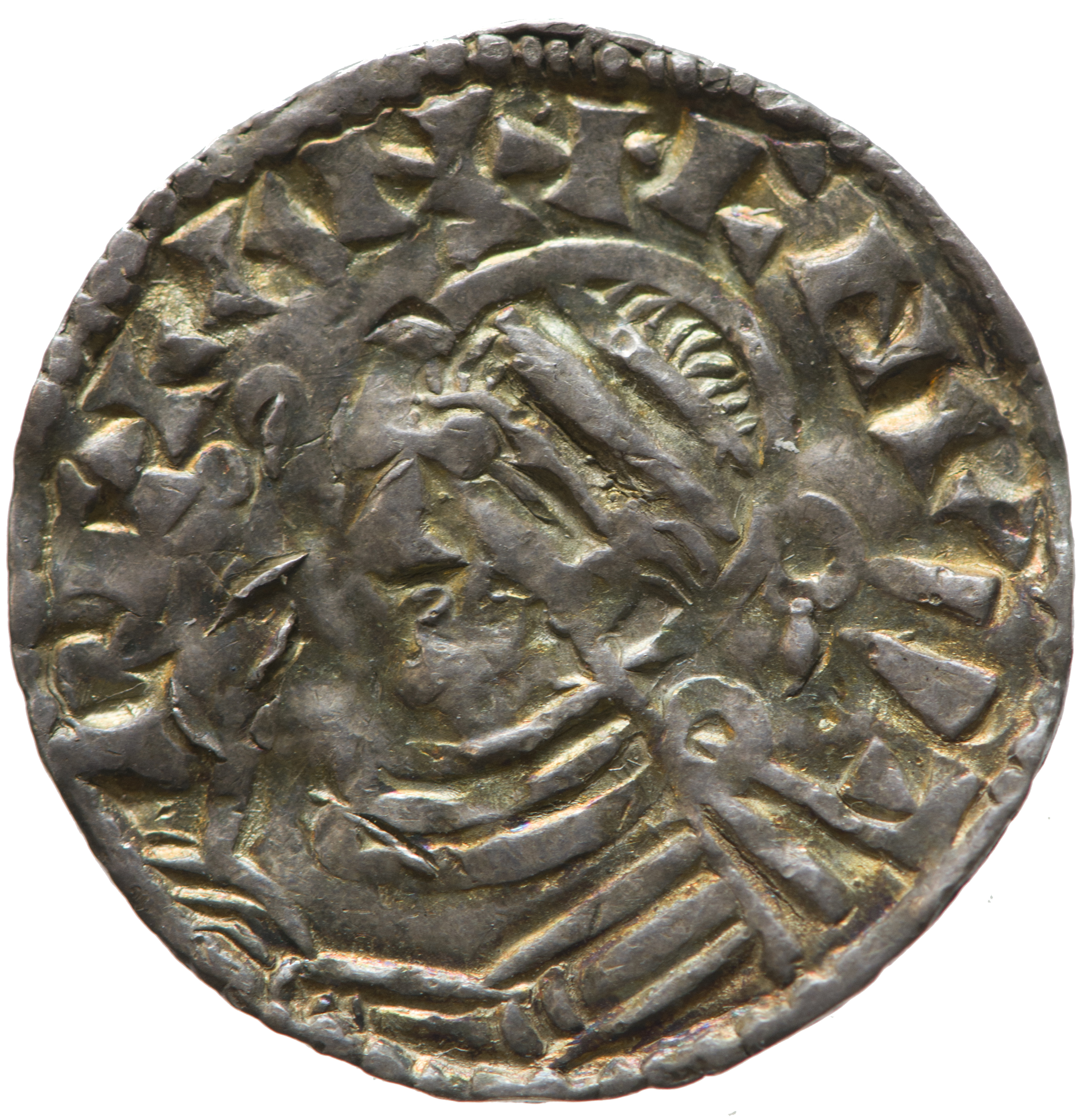
ハーデクヌーズ王が鋳造したペニー銀貨

ハーデクヌーズはエマ王母と共に、遂にイングランドへ帰還した。彼らは1040年7月17日、夏至祭の7日前にサンドウィッチに上陸した。彼らは62隻の軍船を従えて上陸したが、抵抗を受けることはなかった。ハーデクヌーズはイングランド貴族らに招かれてイングランドへ向かったのだが、彼は万が一の可能性を考慮して、万全の構えをとった上で征服者としてイングランドに上陸したのである 。彼の艦隊に参加していた漕ぎ手に給与を支払うため、ハーデクヌーズは21,000ポンドものデーンゲルドを現地から徴収し、彼らに支払った。この多額の徴税は、クヌート大王が1017-18年の遠征の際に徴収したデーンゲルドの４分の1ほどの金額であったとされているものの、多額であることには変わりなく、イングランド民から嫌われる一因となった。
ハーデクヌーズはハロルドの仕業で殺害された兄弟のアルフレッドの仇を討つため、イングランド統治機構の評議員らの賛同を得た上で、ハロルドの亡骸をウェストミンスター大聖堂から掘り起こし、首を切り落とし、下水道に投げ捨てた。ハロルドの首はのちに下水道から引き上げられてテムズ川に再び投げ込まれたが、ロンドンの船員に引き上げられ、最終的には教会の庭に埋葬されたという。そして当時イングランドで一大勢力を誇っていたアングロ・サクソン貴族ゴドウィンもアルフレッド殺害に関与したとして告発され、エマ王母はハーデクヌーズ王と評議員らの面前での裁判を要求した。しかしゴドウィンはその裁判において目撃者を召喚し、自身はハロルド王の命令でアルフレッド王子を彼に引き渡すよう強制されていたと主張し、罪を許された.。またウースター司教リフィングも同罪で告発され、司教の座を剥奪された。彼は1041年にハーデクヌーズ王と和解し、再び司教に再任された。
当時のイングランド王国では国王は議会を通じて王国を統治するのが慣例となっていたが、ハーデクヌーズ王はデンマークにおいて諸侯を信用していなかったため独裁政治を行なっており、この独裁体制をイングランドにおいても採用して強権的にイングランド王国を統治した。ただその威圧的な体制は長くは続かなかった。ハーデクヌーズ王は治世において、イングランド艦隊の規模を16隻から32隻に倍増させ、支配下各地で起きる事案に効率的に対処できる軍事体制を整えたが、その軍備増強のための費用を賄うために国民に重税を敷いた。ちょうどこの頃、イングランドは不作年であったため、重税と不作に襲われた国民は苦しい生活を強いられた。1041年、重税に反発したウスターの民衆が徴税役人を殺害するという事件が勃発した。ハーデクヌーズ王はこれに対し、合法ではあったものの当時の人々に非常に不人気であった harrying と呼ばれる懲罰をもって対応した。王は当地の伯爵に街を焼き払い住民を殺戮するよう命じた。しかし住民らは伯爵の軍勢が到着する前に街を脱出していたため、殺害された住民は少数であった。結局、街は焼き払われたものの、住民の大半はセヴァーン川の中洲に避難しており、またハーデクヌーズの軍勢と果敢に戦って見事に彼らを迎え撃ったため、それ以上咎められることはなく、ウスターへの帰還が許されたという。
ハーデクヌーズの治世の頃、ノーサンブリアはシウァルド伯によって統治されていたが、エアドウルフ伯がノーサンブリア北部を半独立諸侯として独自に統治しており、ハーデクヌーズ王の独裁政治の大きな障壁となっていた。そんな中、1041年、エアドウルフ伯は何らかの理由でハーデクヌーズ王に対し反旗を翻したが、その後王に対して許しを乞い、ハーデクヌーズ王の赦免を受け身の安全を保障されたという。しかしその後、エアドウルフ伯はシウァルド伯に殺害された。この殺害にはハーデクヌーズも関与していたとされ、エアドウルフの死によりノーサンブリアは統一され、シウァルド伯が全伯爵領を統治することとなった。この殺害事件は広く糾弾され、アングロ・サクソン年代記はこの暗殺事件を 裏切り行為 と描写し、またハーデクヌーズ王については 誓い破り と言い記している。
ハーデクヌーズ王は教会に対しては寛大な政策を施行した。当時の文書のうち現存するものは非常に少ないものの、彼の自領をエルフウィンに寄進することを示した王立憲章や、ラムジー修道院に対して発行した権利書などが現存している。また12世紀に編纂されたラムジー年代記には、ハーデクヌーズ王の寛大な政策や気前の良い性格などについて賞賛する内容の記述が残されている。
ハーデクヌーズ王はイングランド王即位以前より、結核の発作に苦しんでいたとされ、おそらくは自身の余命がそれほど長くはないことを察知していたのではないかと考えられている。そして1041年には自身の異父兄弟エドワードを彼の亡命先から呼び戻した。おそらくは後継者に指名したのであろう。ハーデクヌーズとエドワードの母親であるエマは、自身の息子たちを続けてイングランド王に即位させることで、王国における影響力を保持し続けようと試みていたのではないかと考えられている。そんなエマの影響をハーデクヌーズは大いに受けて育っていたため、エドワードを呼び戻したのかもしれない 。ハーデクヌーズは生涯を通じて結婚することはなく、子供もいなかった。

## 崩御
1042年6月8日、クヌート大王の旗手トーヴィと廷臣オスゴット・クラパの娘ギーサの結婚式に参列した。式典中、ハーデクヌーズはおそらくお酒を多く飲んでいたとされ、新郎新婦の健やかな結婚生活に乾杯をした際、彼は立ったまま死に、ひどく痙攣を起こしながら床に倒れ込みんだ。周りに居た者が倒れ込む王を支えたが、王はその後一言も声を発することはなかった  。おそらく彼の死因は脳溢血であったと推定され、大量のアルコールを摂取したことが原因とされている。
現代の歴史家ステン・コーナー氏はハーデクヌーズ王はエドワード懺悔王の差金で暗殺されたと主張している。また同じく歴史家のブレワー氏もまた、エドワード懺悔王はハーデクヌーズ王の急死による恩恵を最も受けている人物であることと、かつて彼に対して一度反乱を起こした有力貴族ゴドウィンもまた、エドワード懺悔王との食事中に暗殺されていることを指摘した上で、この2人の殺害にエドワードが加担していたのではないかと主張している。キャサリン・ホールマン氏もまた、ハーデクヌーズが毒殺されたとする説を支持しているが、 不満を抱く候補者が後をたたない ことから、暗殺の首謀者を特定することは不可能であろうと考えている。

## 王位継承

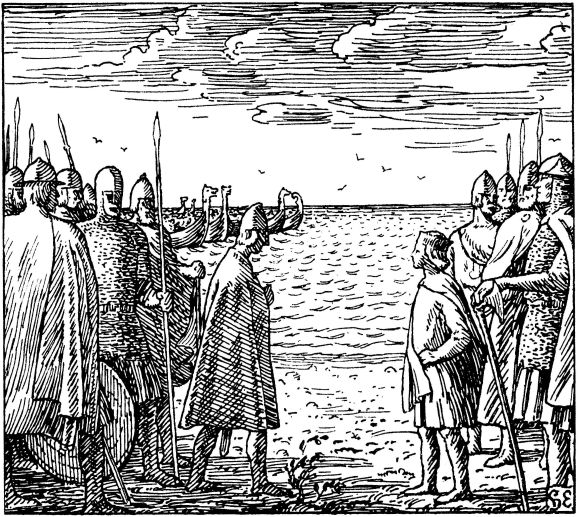
ハーデクヌーズと面会するマグヌス善王.

ハーデクヌーズがイングランド王即位以前にマグヌス善王と締結した条約の中には、マグヌスをハーデクヌーズの後継者とする文言も含まれていたとされる。この時、この文言はデンマーク王位にのみ適用されていたが、サガ『ヘイムスクリングラ』よるとハーデクヌーズ王の死後、マグヌス王はこの取り決めをイングランド王位に対しても拡大適応すると宣言し、イングランド王位をも主張したという。このサガによれば、マグヌスはエドワード懺悔王に対して書状を送りつけ、自身のイングランド王位継承権を主張するとともにイングランド遠征をちらつかせたという。マグヌスの後継者ハーラル苛烈王もこの条約を盾にイングランド王位を主張した（これはノルマン・コンクエストの遠因となった）。マグヌスにしろハーラルにしろ、彼らは自身がハーデクヌーズ王の正当な継承者であるとみなしていたのである。
他方、エマ王母の影響を受けて編纂された『 Encomium 』によると、エドワード懺悔王は1041年からイングランド共同王としてイングランド統治に加わり、エドワード・ハーデクヌーズ・エマの3人は三位一体を模倣した三頭政治を行っていたため、エドワードの王位の正当性は疑う余地もないとされていた。またヘイムスクリングラはエドワードをハロルド兎足王・ハーデクヌーズ王の兄弟、また法的後継者として描いているものの、エドワードがすでに「イングランドの全ての民からの支援」を受けていたとも指摘している。上記の２つの文献に記載されてはいないものの、エドワード懺悔王とエディス王妃との結婚により、エドワードは有力貴族ゴドウィンの支援やクヌート大王との血縁関係を獲得し、イングランド王位の請求権をより強固なものとすることに成功していた。また北欧のサガのひとつ『ファグルスキンナ』には、エドワード懺悔王はエゼルレッド無策王の息子で、エドマンド剛勇王の兄弟であり、またクヌート大王の義子でもあるとともに、ハロルド兎足王の義兄弟、ハーデクヌーズの異父兄弟であると記述されている。つまり、エドワードはマグヌス善王に比べて非常に強固なイングランド王位請求権を有していたのである。イングランドのすべての諸侯はエドワード懺悔王をイングランド王として承認しており、エドワードは大司教によってイングランド王として戴冠もされていた。イングランド王国はもはや、エドワード懺悔王の継承財産と化していたのである。これらの記述の数々は、マグヌスに対して自身の王位請求権の強さを疑わせるのに十分な内容であったとされている。
ハーデクヌーズの妹グンヒルト・フォン・デーネマルクは神聖ローマ皇帝ハインリヒ3世と結婚した。彼らの間に生まれた子供はデンマーク王位と潜在的にはイングランド王位を主張することができ、ハインリヒからすれば、息子の継承権を通じて神聖ローマ帝国の影響力をデンマークとバルト海西部地域にまで広げることが可能となる非常に有益な結婚であった。しかしグンヒルトはたった1人の娘を残して1038年に亡くなった.。その娘は女子修道院長となり、生涯未婚のまま亡くなった。

### 引用
1. 1 2  Monarkiet i Danmark – Kongerækken Archived 18 November 2009 at the Wayback Machine. at The Danish Monarchy
2. ↑  archontology.org。『アングロサクソン年代記』に、1035年から1037年のイングランド王はハーデクヌーズでハロルド1世は摂政だったと書かれてあることから。ただし一方で、統治期間は4年と16週間とも書かれてあり、この期間をハロルド1世の治世に含める場合もある。なおイギリス王室の公式ホームページでは、ハーデクヌーズ（r.1035-1042）、ハロルド1世（r.1035-1040）となっている。
3. 1 2 3 4 5 6 7  Lawson 2004.
4. ↑  Howard 2008, pp. 15, 27.
5. ↑  Howard 2008, pp. 29–38.
6. ↑  Howard 2008, pp. 42–51.
7. ↑  Giles 1914, p. 112.
8. ↑  Howard 2008, pp. 58–61.
9. 1 2  Bricka 1893, pp. 91–92.
10. 1 2  Lund 2017.
11. ↑  Howard 2008, pp. 105–107.
12. ↑  Giles 1914, p. 113.
13. ↑  Howard 2008, p. 109.
14. ↑  Howard 2008, p. 117.
15. ↑  Howard 2008, pp. 111–112.
16. ↑  Howard 2008, pp. 112–117.
17. ↑  Howard 2008, pp. 118–119.
18. ↑  Howard 2008, pp. 119–120.
19. ↑  Fleming, Robin (2011). Britain after Rome : the fall and rise, 400-1070. London: Penguin. pp. 251–252. ISBN 978-0-140-14823-7
20. ↑  John of Worcester. Chronicon ex chronicis 2022年1月17日閲覧。
21. ↑  Howard 2008, pp. 120–121.
22. ↑  Howard 2008, pp. 106, 124, 149.
23. 1 2  O'Brien 2006, pp. 202–203.
24. ↑  Giles 1914, p. 114.
25. ↑  John 1996, p. 169, note 2.
26. ↑  Brewer 2000, pp. 13–14
27. ↑  Holman 2007, p. 94.
28. 1 2  Howard 2008, pp. 40–44.
29. ↑  Finlay 2004, pp. 174–175.

### 出 典
- Brewer, Clifford (2000). The Death of Kings: A Medical History of the Kings and Queens of England. Abson. ISBN 978-0-902920-99-6
- Bricka, Carl Frederik (1893). Dansk Biografisk Lexikon. VII. Holmsted: I. Hansen
- Finlay, Alison (2004). Fagrskinna: A Catalogue of the Kings of Norway. BRILL. ISBN 90-04-13172-8 Based primarily on Einarsson's 1984 edition.
- Fjalldal, Magnús (2005). Anglo-Saxon England in Icelandic Medieval Texts. University of Toronto Press. ISBN 978-0-8020-3837-1
- Giles, J.A. (1914) (英語), The Anglo-Saxon Chronicle, London: G. Bell and Sonson, p. 114, ウィキソースより閲覧。
- Given-Wilson, Chris (2004). Chronicles: The Writing of History in Medieval England. A&C Black. ISBN 978-1-85285-358-7
- Holman, Katherine (2007). The Northern Conquest: Vikings in Britain and Ireland. Signal. ISBN 978-1-904955-34-4
- Howard, Ian (2008). Harthacnut: The Last Danish King of England. The History Press
- John, Eric (1996). Reassessing Anglo-Saxon England. Manchester University Press. ISBN 978-0-7190-5053-4
- Kerr, Julie (2007). Stephen Morillo Diane Korngiebel. ed. “Food, Drink, and Lodging:Hospitality in Twelfth-Century England”. The Haskins Society Journal: Studies in Medieval History (Boydell Press) 18:  72–92. ISBN 978-1-84383-336-9.
- Lawson, M. K. (23 September 2004). "Harthacnut (Hardecanute) (c.1018–1042)". Oxford Dictionary of National Biography (英語) (online ed.). Oxford University Press. doi:10.1093/ref:odnb/12252。 (要購読、またはイギリス公立図書館への会員加入。)
- Lund, Niels (24 August 2017), “Knud 3. Hardeknud”, Den Store Danske (Gyldendal) 2020年3月16日閲覧。
- Marvin, Julia (2006). Brut. Boydell Press. ISBN 978-1-84383-274-4
- O'Brien, Harriet (2006). Queen Emma and the Vikings: The Woman who Shaped the Events of 1066. Bloomsbury. ISBN 978-0-7475-7968-7
- Scott, Walter (1998). Ivanhoe. Edinburgh University Press. ISBN 978-0-7486-0573-6